# Ererê
Ererê är en kommun i Brasilien.   Den ligger i delstaten Ceará, i den östra delen av landet, 1 500 km nordost om huvudstaden Brasília. Antalet invånare är 6 853.
Omgivningarna runt Ererê är huvudsakligen savann. Runt Ererê är det ganska tätbefolkat, med 104 invånare per kvadratkilometer.